# Institut de formation national
L'Institut de formation national, l'IFN, fut créé en 1990 par le Front national afin de doter celui-ci d'un centre de formation politique destiné à ses militants et à ses élus. Il faisait suite à l'Institut d'histoire et de politique, créé en 1986.

## Historique

### Institut d'histoire et de politique
L'Institut d'histoire et de politique est créé en octobre 1986 par Georges-Paul Wagner, Roland Hélie et Philippe Colombani[Lequel ?].
L'idée était de mettre en place un centre de formation politique au service du Front national. Pendant trois ans, de nombreuses conférences furent organisées par l'IHP, auxquelles participèrent notamment Jean-Yves Le Gallou, Nicolas Tandler, Francis Bergeron, Bernard Lugan, Bruno Mégret, Jean-Pierre Stirbois, Jean-Gilles Malliarakis ou Robert Spieler.
L'IHP organise en avril 1987 à Paris la première Journée du livre de droite, qui rassemble une soixantaine d'écrivains proches de la droite nationale, parmi lesquels Jean Raspail, François Brigneau, A.D.G., Philippe Randa ou Roland Gaucher.

### Institut de formation national
Après la mort de Jean-Pierre Stirbois et le départ du Front de Roland Hélie, l'IHP se transforme en 1990 en Institut de formation national.
L'organisme est dirigé un temps par Bernard Antony[réf. souhaitée],[Quand ?]. À partir de 1992, l'IFN édita la revue Identité.
Le 6 octobre 1994, l'IFN est reconnu comme organisme de formation d'élus locaux ; le 10 novembre suivant, il obtient l'agrément de la Direction générale des collectivités locales, qui lui donne accès au financement public.
La secrétaire générale fut Françoise Monestier.
L'IFN fut, au moment de la scission mégrétiste en 1998, l'objet de rudes marchandages entre le Front national et le MNR.